# Tư Mã pháp

Tư Mã pháp

Tư Mã pháp (giản thể: 司马法; phồn thể: 司馬法; bính âm: Sīmǎ Fǎ) là một bộ binh pháp của Tư Mã Nhương Thư, được nằm trong Võ kinh thất thư của Trung Hoa cổ đại. Bộ binh pháp này được phát triển ở nước Tề trong suốt thế kỷ thứ 4 TCN vào giai đoạn giữa thời kỳ Chiến Quốc.

## Cấu trúc
Tư Mã pháp gồm 5 thiên:
- Nhân bản
- Thiên tử
- Định tước
- Nghiêm vị
- Dụng chúng